# Cynoscion similis
Cynoscion similis är en fiskart som beskrevs av Randall och Cervigón, 1968. Cynoscion similis ingår i släktet Cynoscion och familjen havsgösfiskar. Inga underarter finns listade i Catalogue of Life.